# Schnabelwaider Kütschenrain
Schnabelwaider Kütschenrain ist ein Waldgebiet und eine Gemarkung. Sie liegt im Gemeindegebiet von Schnabelwaid im Landkreis Bayreuth (Oberfranken, Bayern). Die Gemarkung hat eine Fläche von 6,923 km² und ist in 23 Flurstücke aufgeteilt, die eine durchschnittliche Flurstücksfläche von 300.986,56 m² haben. Benachbarte Gemarkungen sind Troschenreuth im Süden, Thurndorf im Südosten, Heinersreuth im Osten, Preunersfeld im Norden, Schnabelwaid im Nordwesten und Zips im Westen.